# トーマス・ドリュー (建築家)
サー ・トーマス・ドリュー（1838年9月18日 - 1910年3月13日、英: Sir Thomas Drew）はアングロサクソン系アイルランド人の建築家である。

## 経歴
北アイルランドのベルファストにあるヴィクトリア・プレスで、トーマス・ドリュー牧師とイザベラ・ドリュー（旧姓: ダルトン）の息子として生まれる。彼は夫妻の7人の子供達（息子4人、娘3人）の中の1人であったが、子供達の大半が若いうちに亡くなっている。姉にはジャーナリストで著作家のキャサリン・ドリューがいる 。
ダブリンで働くために移転する以前にチャールズ・ラニオンの下で訓練を受け、そこでウィリアム・ジョージ・マレーの首席補佐となった。1865年にコナー主教区とダウン・アンド・ドロモア連合主教区の教区建築家となり、ドリューの主要な活動は教会建築となる。彼は聖パトリック大聖堂とクライストチャーチ大聖堂の顧問建築家であった。
1871年、ウィリアム・ジョージ・マレーの妹であるアデレード・アンと結婚した。
他の建設事業の間に、デイム街にあるアルスター銀行、ダブリン大学トリニティ・カレッジにあるラスミンズ公会堂（1899年完成）と卒業生記念館の設計責任者となった。歴史的建築物にも興味を示し、1886年にダブリンで最古の教区教会である聖オードウェン教会における建築的かつ歴史的な重要性に初めて真剣に関心を示した人物である。アイルランド王立建築家協会から賞を受けた教会の詳細な設計図を制作した彼は発掘調査を行い、教会やその歴史についての論文を作成した。
1885年から1892年にかけて、リチャード・オーペンはドリューの管理補佐を務めた。ベルファストにおけるドリューが担当した仕事で最も顕著なのは1899年に竣工した聖アンナ大聖堂であろう。

## 栄誉 / 提携
1900年度女王誕生記念叙勲でナイト（ナイト・バチェラー）に叙任され、1901年から1903年まで王立アルスター建築家協会会長を務めた。さらにはアイルランド王立建築家協会（RIAI）、アイルランド王立古物商協会（RSAI）の会長、および王立アイルランド学士院（RHA）の会長も務め、アイルランド国立大学ダブリン校で建築学部の学部長にも就任した。ダブリンのモンクスタウン周辺地区にあるゴートナドゥルに住んでいた。
1910年2月、虫垂炎の手術を受けた彼は危篤状態に陥り、同年3月13日に亡くなった。遺骸はディーンズ・グランジ共同墓地に埋葬された。

## 代表される作品
- クライストチャーチ大聖堂（ダウン県バリーカルター（英語版））- 修理および改築（1880年-1882年）[8]
- ホーリー・トリニティ教会（ダウン県シーパトリック（英語版））- 改築完了（1882年）[9]
- 聖パトリック教会（ロンドンデリー県コールレーン（英語版））- 修理および改築（1883年-1885年）[10]
- 聖アンナ大聖堂（オリジナル）- （1889年-1904年；2007年完成）[11]
- 卒業生記念館（英語版）（ダブリン大学トリニティ・カレッジ、1899年- 1902年）[12]